# 拉尔斯-埃里克·伦德瓦尔
拉尔斯-埃里克·伦德瓦尔（瑞典語：Lars-Eric Lundvall，1934年4月3日—2020年4月8日），瑞典男子冰球运动员。他曾代表瑞典参加1956年、1960年和1964年冬季奥林匹克运动会冰球比赛，获得一枚银牌。